# U-Bahnhof Märkische Straße
Der U-Bahnhof Märkische Straße der Stadtbahn Dortmund liegt im Süden von Dortmund. Hier verkehren zwei Stadtbahnlinien: die Stadtbahnlinie U41 zwischen dem Lüner Stadtteil Brambauer und Hörde und die Stadtbahnlinie U47 zwischen Westerfilde und Aplerbeck. Des Weiteren gibt es eine Umsteigemöglichkeit zur Buslinie 453 in Richtung Stadtmitte bzw. Schüren. Werktags halten 24 Stadtbahnzüge und vier Busse pro Stunde, an Sonn- und Feiertagen halten 16 Züge und zwei Busse an der Märkischen Straße. Der U-Bahnhof wurde am 2. September 1986 im Zuge der Tunnelverlängerung der Stammstrecke I eröffnet. 

## Situation
Die Bahnhofsanlage hat insgesamt drei Bahnsteige: zwei Mittelbahnsteige im Norden für die Linien in Richtung Stadtmitte und einen Seitenbahnsteig im Süden in Richtung Hörde und Aplerbeck.
Unmittelbar hinter der Ausfahrt in Richtung Stadtmitte gibt es ein Abstellgleis für höchstens zwei Einheiten des in Dortmund eingesetzten Stadtbahnwagens B. Hinter der Ausfahrt in Richtung Ost verzweigen sich die beiden Linien. Die nächste Haltestelle in Richtung Stadtmitte ist die Markgrafenstraße, in Richtung Hörde die Karl-Liebknecht-Straße und in Richtung Aplerbeck nach der Rampe, die zwischen den Fahrbahnen des Ruhrschnellweges (B1) liegt, die Haltestelle Kohlgartenstraße. Der U-Bahnhof hat drei Zugänge via Fahrtreppen und Treppen im Westen, aber keinen Aufzug. Eine im Zuge großer behindertengerechter Nachrüstungen geplante Installation ist 2014 aufgrund planerischer Schwierigkeiten noch nicht erfolgt.

## Sonstiges
Die Bahnhofsanlage liegt direkt unter der Untertunnelung des Rheinlanddamms, der hier die Märkische Straße kreuzt und Richtung Osten zum Westfalendamm wird. Parallel existierte noch bis 1996 neben dem U-Bahnhof ferner die oberirdische Haltestelle Märkische Straße Betriebshof, die in den Morgen- und Abendstunden bei den Aus- und Einrückfahrten der Stadtbahnlinien vom Betriebshof Westfalendamm bis zu dessen Schließung bedient wurde. Die eingleisige Tunnelrampe befand sich zwischen den Fahrspuren des Rheinlanddamms.